# Kielich księcia Tassilona

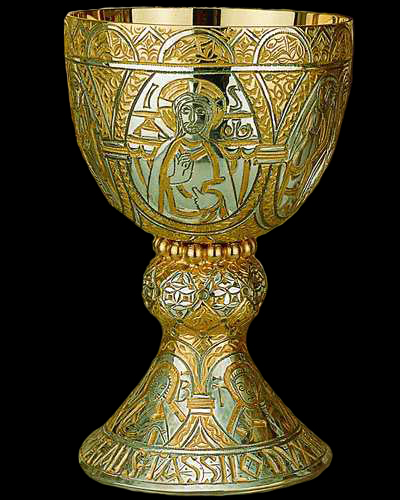
Kielich Tassilo, ok. 770–790

Kielich księcia Tassilona – kielich z brązu, o posrebrzanej i pozłacanej powierzchni. Wykonany przez nieznanego złotnika, najprawdopodobniej pochodzenia anglosaskiego. Znajduje się obecnie w opactwie w Kremsmünster (Górna Austria, Austria).
Kielich jest datowany na lata 770–790. Fundatorką i zleceniodawczynią naczynia była Liutpirga, żona księcia bawarskiego Tassilona III, najprawdopodobniej z okazji założenia benedyktyńskiego opactwa w Kremsmünster w roku 777.

## Wygląd
Kielich składa się z masywnej półowalnej czary, pierścienia i stopy. Pierścień jest tworzony przez wieniec drobnych kul, poniżej którego znajduje się wybrzuszenie będące prefiguracją nodusa.
Odlany jest z brązu, posrebrzany i pozłacany. Bogata dekoracja ornamentalna i przedstawienia figuralne na powierzchni wykonano za pomocą rozmaitych technik, w tym sztancowania, trybowania, grawerowania, rytu wgłębnego i niello. Jego wysokość wynosi 25,5 cm, waga 3,05 kg; pojemność czary 1,75 litra.
Na czarze znajduje się pięć owalnych medalionów z wizerunkami: Jezusa Chrystusa (z inicjałami "I" i "S", tłumaczonych jako Iesus Salvator) oraz Czterech Ewangelistów z ich symbolami. Owale medalionów są u góry ścięte pasem z ozdobnym szlaczkiem geometrycznym o naprzemiennie ułożonych półkolach i pięciobokach wypełnionych plecionką celtycką. Na nodusie znajduje się niellowana dekoracja w formie rombów i trójkątów z wpisanymi w nie drobnymi plecionkami, liśćmi palmetowymi, kręgami. W niektórych partiach pojawiają się także formy zoomorficzne.
Na stopie znajdują się owalne medaliony z przedstawieniami: Maryi, Jana Chrzciciela oraz nieznanej kobiety, najprawdopodobniej królowej Lombardii, Theodolindy. U dołu owalne medaliony są ucięte, jest to odzwierciedlenie kompozycji czary.
Na samym dole pas z łacińską inskrypcją: TASSILO DUX FORTIS + LIVTPIRG VIRGA REGALIS.

## Analiza
Kielich księcia Tassilona należy do odosobnionych i oryginalnych dzieł złotnictwa wczesnego średniowiecza. Od strony stylistycznej stanowi syntezę form typowych dla sztuki iroszkockiej oraz anglosaskiej. Najprawdopodobniej został wykonany przez złotnika z Nortumbrii. Za anglosaską proweniencją kielicha przemawia tradycja sztuki złotniczej wśród anglosaskich mnichów-misjonarzy, o których wspominają częściowo źródła. Jednym z nich był święty Dunstan, mnich i arcybiskup Canterbury.
Nie ma pewności, gdzie kielich został wykonany, bowiem recepcja form sztuki insularnej (zarówno iroszkockiej jak i anglosaskiej) sięga południowych rubieży kontynentu, stąd też jako miejsce wykonania kielicha badacze sugerowali północne Włochy, Salzburg i okolice jeziora Mondsee. Na terenie kontynentu we wczesnym średniowieczu powszechna była biżuteria wykonywana na Wyspach.
Kielich odznacza się wysokim poziomem wykonania, precyzją i dbałością o detal. Bogata dekoracja ornamentalna i stylizowane postaci w medalionach tworzą harmonijną całość.
Chociaż synody kościelne uchwalane w VIII i IX wieku zakazywały stosowania miedzi i brązów do wyrobu kielichów mszalnych, kielich Tassilona jest jednym z kilku przykładów, gdzie odstąpiono od ówczesnych doktryn.